# Jan Abaza
Jan Abaza (* 1. März 1995) ist eine ehemalige US-amerikanische Tennisspielerin.

## Karriere
Abaza spielt bislang hauptsächlich Turniere auf dem ITF Women’s Circuit, bei denen sie bereits zwei Turniere im Einzel und neun im Doppel gewinnen konnte.
Für das Premier-Turnier der WTA Tour, den Southern California Open 2013, erhielt sie eine Wildcard für die Qualifikation, scheiterte aber in der zweiten Runde an Marina Eraković. Für die Qualifikation zu den US Open 2013 erhielt sie ebenfalls eine Wildcard; dort scheiterte sie bereits in der ersten Runde mit 1:6 und 0:6 an der Chinesin Duan Yingying. Einer ihrer größten Erfolge war der Gewinn der Doppelkonkurrenz bei den mit 75.000 US$ dotierten Coleman Vision Tennis Championships 2014 zusammen mit ihrer Partnerin Melanie Oudin. Beim mit 100.000 US$ dotierten Dow Corning Tennis Classic 2015 erreichte sie mit Sanaz Marand das Halbfinale, ebenso beim Bush’s $50,000 Waco Showdown 2015 im November 2015 mit Viktorija Golubic.
Ihr letztes internationale Turnier spielte sie im November 2016. Sie wird daher nicht mehr in der Weltrangliste geführt.

## Turniersiege

### Einzel
| Nr. | Datum         | Turnier             | Kategorie   | Belag     | Finalgegnerin       | Ergebnis      |
| --- | ------------- | ------------------- | ----------- | --------- | ------------------- | ------------- |
| 1.  | 29. Juni 2014 | Scharm asch-Schaich | ITF $10.000 | Hartplatz | Despina Papamichail | 6:2, 3:6, 6:4 |
| 2.  | 13. Juli 2014 | Scharm asch-Schaich | ITF $10.000 | Hartplatz | Pauline Payet       | 6:4, 6:4      |

### Doppel
| Nr. | Datum              | Turnier              | Kategorie   | Belag     | Partnerin            | Finalgegnerinnen                        | Ergebnis          |
| --- | ------------------ | -------------------- | ----------- | --------- | -------------------- | --------------------------------------- | ----------------- |
| 1.  | 26. Mai 2012       | Sumter               | ITF $10.000 | Hartplatz | Nicola Slater        | Elizabeth Ferris Mayo Hibi              | 7:61, 6:3         |
| 2.  | 5. Mai 2013        | Indian Harbour Beach | ITF $50.000 | Sand      | Louisa Chirico       | Asia Muhammad Allie Will                | 6:4, 6:4          |
| 3.  | 13. Juli 2013      | Yakima               | ITF $50.000 | Hartplatz | Allie Will           | Naomi Broady Irina Falconi              | 7:5, 3:6, [10:3]  |
| 4.  | 5. Juli 2014       | Scharm asch-Schaich  | ITF $10.000 | Hartplatz | Ola Abou Zekry       | Eleni Kordolaimi Despoina Vogasari      | 6:4, 3:6, [10:7]  |
| 5.  | 12. Juli 2014      | Scharm asch-Schaich  | ITF $10.000 | Hartplatz | Anastasia Shaulskaya | Jaqueline Cristian Akvilė Paražinskaitė | 6:4, 6:3          |
| 6.  | 21. September 2014 | Albuquerque          | ITF $75.000 | Hartplatz | Melanie Oudin        | Nicole Melichar Allie Will              | 6:2, 6:3          |
| 7.  | 25. Januar 2015    | Daytona Beach        | ITF $25.000 | Sand      | Sanaz Marand         | Elise Mertens Arantxa Rus               | 6:4, 3:6, [10:6]  |
| 8.  | 17. Mai 2015       | Raleigh              | ITF $25.000 | Sand      | Justyna Jegiołka     | Jacqueline Cako Sally Peers             | 7:64, 4:6, [10:7] |
| 9.  | 31. Oktober 2015   | Macon                | ITF $50.000 | Hartplatz | Viktorija Golubic    | Paula Cristina Goncalves Sanaz Marand   | 7:63, 7:5         |